# John William Pitt Kinau
Titre
Héritier présomptif du trône d'Hawaï
15 décembre 1854 – 20 mai 1858
(3 ans, 5 mois et 5 jours)
John William Pitt Kinau, né le 21 décembre 1842 à Honolulu (Hawaï) et mort le 9 septembre 1859 à Kohala (Hawaï), est un prince royal hawaïen, membre de la famille royale des Kamehameha et seul fils survivant de la princesse Ruth Keelikolani et de son époux William Pitt Leleiohoku. Descendant direct de Kamehameha Ier, le fondateur de la monarchie hawaïenne, il est le neveu des rois Kamehameha IV et Kamehameha V et également un héritier potentiel au trône. Très jeune, il hérite des propriétés foncières de son père ainsi que du palais Huliheʻe, mais le prince meurt dans des circonstances mystérieuses avant son dix-septième anniversaire.   

## Biographie

### Jeunesse et famille
John William Pitt Kinau est né le 21 décembre 1842, à Honolulu, sur l'île d'Oahu. Son père était William Pitt Leleiohoku (1821-1848) et sa mère était la princesse Ruth Keelikolani (1826-1883). Par sa mère, il était l'arrière-petit-fils du roi Kamehameha Ier. Son père était le fils biologique de William Pitt Kalanimoku, ancien conseiller du roi Kamehameha, qui s'appelait Le Câble de Fer d'Hawaï en raison de son sens politique et de ses prouesses militaires. Son nom "William Pitt", partagé par son père et son grand-père, été à l'origine choisi par Kalanimoku en l'honneur du Premier ministre britannique William Pitt.  Son nom hawaïen Kinau lui a été donné en l'honneur de sa grand-mère, la princesse et régente Kinau, fille de Kamehameha Ier et soeur des rois Kamehameha II et Kamehameha III, décédée en 1839. 
Pendant son enfance, John William Pitt a été élevé au palais Huliheʻe, la résidence principale de son père. 

### Éducation

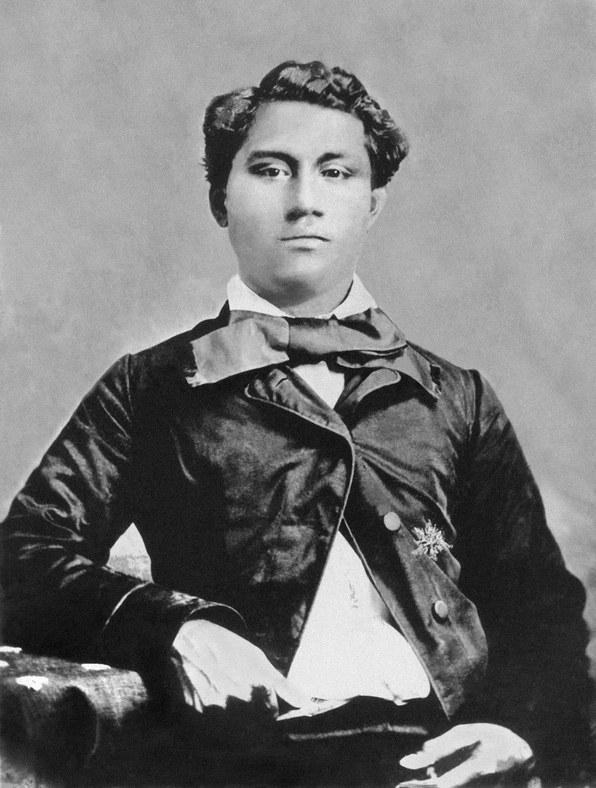
Photographie du prince John William Pitt Kinau.

JW Pitt entra à l'école des enfants royaux le 26 février 1844 à l'âge de deux ans en tant que seizième et dernier élève. Il était le plus jeune avec sa tante, la princesse Victoria Kamāmalu. Il a été choisi par son grand-oncle le roi Kamehameha III pour être éligible au trône. On lui a enseigné l'anglais, avec la participation de missionnaires américains dont Amos Starr Cooke et sa femme, Juliette Montague Cooke, aux côtés de ses cousins royaux. Lors de leur procession dominicale à l'église, il était d'usage que les garçons et les filles marchent côte à côte, JW Pitt marchait à côté de l'une de ses cousines, Lydia Kamaka'eha, future reine sous le nom de Lili'uokalani. Dans les mémoires de la reine, il est mentionné comme John Kinau Pitt. Le pensionnat a cessé en 1850 et sa famille l'a envoyé à l'école royale dirigée par le révérend Edward G. Beckwith avec ses anciens camarades, dont Lydia Kamakaʻeha, et ses nouveaux camarades dont Gideon Kailipalaki Laanui. Au cours de sa jeunesse, le prince a souvent été retrouvé sur le terrain de parade de l'ancien fort d'Honolulu, instruisant ses amis pendant qu'ils s'entraînaient en tant que scouts. Le prince était considéré comme un jeune homme prometteur avec un esprit extrêmement brillant et de véritables qualités de leader. 

En janvier 1850, un correspondant du journal américain Rochester Democrat & Chronicle à Honolulu donne une description des enfants royaux et son impression sur le jeune JW Pitt (le seul qu'il mentionne nommément) :
Les jeunes princes et enfants de la famille royale apprennent à parler anglais et apprennent très rapidement ; en effet, le petit John William Pitt Kinau, un fils du même nom, le parle aussi couramment que n'importe quel garçon américain de son âge. C'est un bon petit bonhomme, très avancé dans ses études, vif et vif, et sera un homme influent. 
En 1848, son père mourut de la rougeole, suivi de son camarade de classe et oncle, le prince Moses Kekuaiwa et de la sœur de Liliʻuokalani, Kaiminaauao. Leleiohoku, le sixième plus grand propriétaire foncier après le Grand Mahele, avait hérité des domaines de son père biologique Kalanimoku. Leleiohoku avait reçu trente-six parcelles de terre, principalement sur l'île d'Hawaï et de Maui. Ainsi, après la mort de Leleiohoku, JW Pitt devint l'héritier de tous les biens de son père, y compris le palais Huliheʻe. Son ample héritage fait de lui l'une des personnes les plus riches du royaume après sa mère la richissime princesse Ruth. On l'appelait populairement le "Prince de Kona" de son vivant. Le jour de ses seize ans, le jeune prince ambitieux a demandé à son oncle et ancien camarade de classe, le roi Kamehameha IV, de lui attribuer toutes les terres dont les noms commençaient par "Wai" (hawaïen pour "eau") telles que Waimea, Waianae, Waikapu, Wailuku, Waihee, Waialua, Waikane et ainsi de suite, une demande que le roi a refusée. Après avoir terminé ses études, le prince a servi d'aide de camp au roi Kamehameha IV, et de son vivant, il a été considéré comme "un très beau jeune homme". Comme sa mère plus tard, il était souvent associé au pouvoir surnaturel en raison de son rang royal. Lors d'un voyage sur l'île d'Hawaï en janvier 1859, son arrivée sur l'île coïncide avec l'éruption du Mauna Loa. Il a été rapporté qu'« une grande partie de la population indigène de l'île croyait que Pelé avait jeté le ruisseau de lave en l'honneur particulier de son arrivée ». 

### Mort

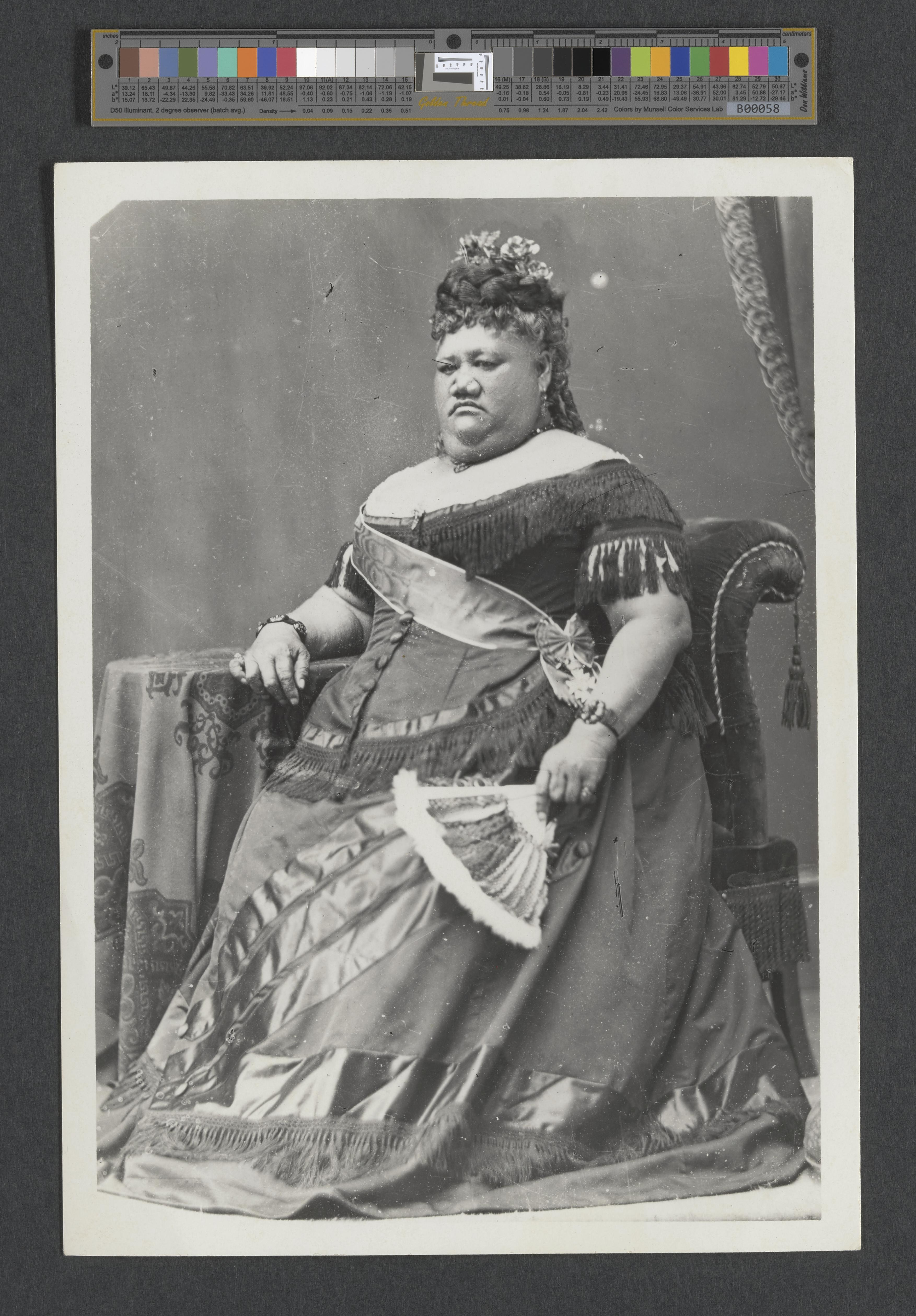
La mort prématurée du prince a laissé sa mère, Ruth Keelikolani, le cœur brisé.

John William Pitt Kinau mourut le 9 septembre 1859 à Kapaau, district de Kohala sur l'île d'Hawaï. On a dit que la cause de sa mort était un accident, bien que les détails soient inconnus. Une accusation d'empoisonnement a été transmise par un prêtre noté et l'ensemble de Kona est devenu indigné par les rumeurs. Une source a affirmé qu'il avait été tué dans un accident d'équitation. Alors que sa nécrologie dans les journaux hawaïens The Polynesian et The Pacific Commercial Advertiser prétendait que c'était dû à de la consommation d'alcool. 
Le cœur brisé par la perte de son mari et de son fils unique, Ruth Keelikolani a gardé son cercueil de plomb dans son palais pendant des semaines, les personnes en deuil chantant et récitant les kanikau (chants poétiques) hawaïens traditionnels nuit et jour. Le 24 novembre, les restes du prince ont été ramenés à Oahu, à bord du schooler Kaluna, pour un enterrement approprié adapté à son rang. La procession funéraire d'État a eu lieu le 27 décembre et a été suivie par des milliers d'indigènes, de résidents étrangers et de visiteurs, y compris la famille royale et les membres du gouvernement. 
Initialement enterré dans le tombeau de Pohukaina, situé sur le terrain du palais 'Iolani, ses restes ont ensuite été transportés avec ceux de son père et d'autres membres de la famille royale lors d'une procession aux flambeaux de minuit le 30 octobre 1865, au mausolée royal nouvellement construit à Mauna 'Ala dans le Vallée de Nu'uanu. Les restes de sa mère ont également été enterrés ici après sa mort en 1883. En 1887, après que le bâtiment du mausolée soit devenu trop encombré, les cercueils appartenant aux membres de la dynastie Kamehameha, y compris ceux de Kinau, ont été déplacés vers le nouveau bâtiment. Dans le tombeau, il est indiqué sous le nom de "WP Kinau".